# Nor Artik
Nor Artik (in armeno Նոր Արթիկ?) è un comune dell'Armenia di 562 abitanti (2001) della provincia di Aragatsotn.